# مبيعات المقتنيات النفيسة

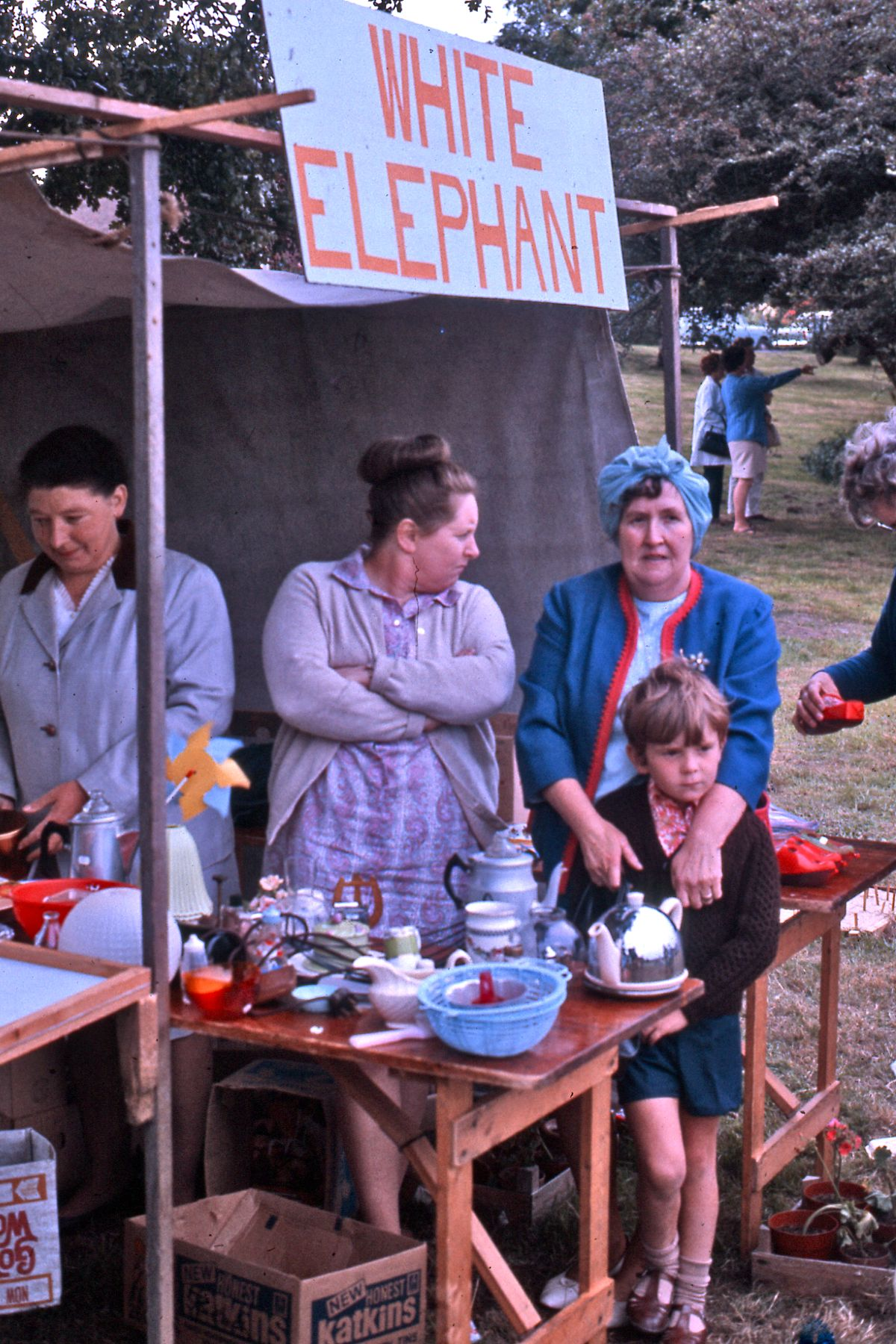

مبيعات المقتنيات النفيسة (بالإنجليزية: White Elephant Sale) هي مجموعة من المواد المستعملة التي يتم بيعها من قِبل مجموعة من الأفراد غير المهنيين، تشبه كثيرًا مبيعات المواد المستعملة في الساحة أو مبيعات المواد المستعملة في فناء المنزل، والتي تكون عادة بغرض جمع التبرعات.

## الوصف
عادة ما يتم تنظيم مبيعات المقتنيات النفيسة من قِبل مؤسسات غير ربحية مثل الكنائس أو المدارس بغرض جمع الأموال من أجل قضية خيرية. والاسم مأخوذ من نوع من المواد المبيعة في كثير من الأحيان، والتي غالبًا ما يُشار إليها باسم المقتنيات النفيسة التي لا يستفيد منها صاحبها. وتعمل هذه المبيعات على نحو لا يختلف عن محلات التوفير الخاصة بجيش الخلاص. وسيقوم أعضاء وأصدقاء المؤسسة التي تقيم حفل مبيعات المقتنيات النفيسة بالتبرع بالأشياء القديمة التي لم يعودوا يستخدمونها أو لم يعودوا مهتمين باقتنائها.
وبعد جمع عدد كبير من المقتنيات، سيتم إجراء عملية البيع، التي تستمر عادة لأكثر من يوم. ويقوم المتطوعون غالبًا بإجراء عمليات فحص وترتيب المقتنيات التي سيتم بيعها. وتُباع الأشياء بأسعار منخفضة، نظرًا لأن الكثير منها قديم أو مفيد فقط لأشخاص معينين وإلا فلن يتم بيعها.
وغالبًا ما تكون مبيعات المقتنيات النفيسة مفيدة للمشترين، لأنها تتيح لهم شراء المقتنيات القديمة التي يصعب العثور عليها. في الأيام التي سبقت إيباي وغيره من مواقع المزادات والمتاجرة عبر الإنترنت الشبيهة، كانت مزادات مبيعات المقتنيات النفيسة جنبًا إلى جنب مع متاجر التوفير ومبيعات المواد المستعملة في الساحة ومحلات الرهن من الوسائل الشائعة للحصول على المقتنيات والمواد الغريبة التي لا تتوفر في متاجر البيع بالتجزئة.

## المشاكل
يمكن أن تنشأ مشاكل مع مبيعات المقتنيات النفيسة تتمثل في أن هناك حاجة إلى قدر كبير من المساحة لوضع الأشياء التي سيتم بيعها. والأكثر صعوبة هو عدم بيع الكثير من الأشياء التي يتعين بيعها، لذا سيتعين الاحتفاظ بها للعام القادم إذا كان المزاد سنويًا. وهذا بالطبع يتطلب قدرًا كبيرًا من المساحة اللازم تخصيصها لتخزين الأشياء.
ومن بين المشاكل الأخرى عدم القدرة على نقل البضائع، أو جني القليل من المال من المزاد، على الرغم من انخفاض استثمارها الأولي (أو عدم وجوده بالمرة). بالإضافة إلى ذلك، العديد من الأشياء التي يتم التبرع بها غالبًا ما تكون لا تستحق البيع، بسبب انكسارها أو لا قيمة لها بشكل واضح، وتم التبرع بها من قِبل المالك السابق فقط لحاجته للاستغناء عنها.
كما تشتهر مبيعات المقتنيات النفيسة ببيع أشياء الفن الهابط.

## نشأة المصطلح
يأتي جزء من مصطلح «الفيل الأبيض» من طبيعة امتلاك فيل أبيض في سيام (تايلاند حاليًا).
إلى يومنا هذا عند ولادة فيل أمهق (فيل أبيض اللون) في تايلاند، فإنه يخص الملك للأسباب الدينية والتقليدية الموصوفة في المرجع الخاص بالفيل الأبيض الوارد أعلاه. ويكون هذا الفيل مقدسًا ولا يمكن استخدامه في العمل أو في أي شيء آخر بخلاف الاحتفالات. لذا فإن الفيل الأبيض لا يقدم شيئًا لمالكه بخلاف شرف امتلاكه، ومع ذلك فإنه يستهلاك طعامًا ويحتاج إلى جهد للمحافظة عليه. وتتمثل المقارنة في استخدام «الفيل الأبيض» في المزاد في أن الأشياء لم تعد ذات جدوى لأولئك الذين يبيعونها ولكنها في نفس الوقت تتمتع ببعض القيمة. وفي حالة «مبيعات المقتنيات النفيسة» فإن القيمة تخص المالك الجديد. وفي حالة الفيل الأبيض الملكي في تايلاند، تكون القيمة للشرف الممنوح من قِبل الملك للمالك.